# Simone Tomassini (album)
Simone Tomassini è il quarto album ufficiale dell'omonimo cantautore italiano, pubblicato l'11 maggio 2011, giorno del compleanno dell'artista.
Il disco, masterizzato agli Sterling Sound Studios di New York a maggio 2010, è stato prodotto da Gallery Records Inc., casa di produzione americana di cui lo stesso Simone è direttore artistico per l'Italia.
L'album contiene 14 tracce audio (7 pezzi inediti in italiano, 7 in spagnolo) e due tracce video.

## Tracce
Tracce audio
1. Noi due (Simone Tomassini)
2. Ho scritto una canzone (Simone Tomassini)
3. Barcollo ma non mollo (Simone Tomassini)
4. Mi basta (Simone Tomassini)
5. Caduta libera (testo: Simone Tarantino – musica: Simone Tomassini)
6. Il momento (Simone Tomassini)
7. Alla fine (Simone Tomassini)
8. De ti (Simone Tomassini)
9. He escrito una cancion (Simone Tomassini)
10. Me basta (Simone Tomassini)
11. Que vuelo (Simone Tomassini)
12. El mundo que non es (Simone Tomassini)
13. El momento (Simone Tomassini)
14. Esta noche (Simone Tomassini e Roberto Colombo)

Tracce video
1. Ho scritto una canzone (Simone Tomassini)
2. Di te (Simone Tomassini)